# Carlos Torres y Torres Lara
Carlos Guillermo Torres y Torres Lara. (Lima, 1 de noviembre de 1942 - Ibídem, 16 de junio del 2000) fue un abogado y político peruano. Fue miembro del fujimorismo y ejerció como congresista de la república por Lima en el periodo 1995-2000, así como presidente del Congreso de la República en el año 1996 y miembro del Congreso Constituyente Democrático de 1992. Durante el primer gobierno de Alberto Fujimori desempeñó los cargos de presidente del Consejo de Ministros del Perú, ministro de Relaciones Exteriores y ministro de Trabajo y Promoción Social.

## Biografía
Carlos Torres y Torres Lara nació el 1 de noviembre de 1942 en la ciudad de Lima, capital del Perú. Sus padres fueron Guillermo Torres Barreiro y Consuelo Torres Lara Ampuero. Se casó con Silvia Morales, con quien tuvo cinco hijos, de los que destaca el abogado y excongresista Miguel Torres. 
Realizó sus estudios primarios y secundarios en el Colegio La Salle de Lima y su instrucción superior en la Pontificia Universidad Católica del Perú y en la Universidad Nacional Mayor de San Marcos, donde obtuvo el título de abogado en el año de 1967. Realizó estudios de postgrado en la Universidad de Münster en Alemania. De regreso al Perú, obtuvo un doctorado en Derecho y Ciencias Políticas en el año de 1989 en la Universidad Nacional Mayor de San Marcos.
Dedicó 22 años a la docencia en la Facultad de Derecho y Ciencias Políticas de la Universidad Nacional Mayor de San Marcos (1969-1991), en la Universidad de San Martín de Porres y en la Pontificia Universidad Católica del Perú. Fue decano de la Facultad de Derecho y Ciencia Políticas de la Universidad de Lima durante tres períodos (1984-87 y 1990-92), luego de haber ejercido los cargos de director del Programa de Ciencias de la Cooperación en el año 1981 y director del Departamento de Ciencias Jurídicas en el año 1982.

## Carrera política
El 28 de julio de 1990, fue invitado por el entonces presidente Alberto Fujimori para asumir el cargo de ministro de Trabajo y Promoción Social del Perú y juramentó en el primer gabinete ministerial del gobierno encabezado por Juan Carlos Hurtado Miller. El cargo lo ejerció hasta el 15 de febrero de 1991 tras la renuncia de Hurtado. Sin embargo ese mismo día, Torres decidió asumir como el nuevo presidente del Consejo de Ministros del Perú del gobierno fujimorista y a la vez como ministro de Relaciones Exteriores.
Como canciller, tuvo el encargo de sustentar la posición peruana ante la Organización de las Naciones Unidas en contra de la propuesta del presidente ecuatoriano Rodrigo Borja Cevallos para que el máximo líder de la Iglesia, el Papa, se desempeñara como árbitro en el problema fronterizo con el Ecuador. A inicios de noviembre del mismo año renunció a ambos cargos, en respuesta a críticas a su manejo de la crisis fronteriza con Ecuador. El 6 de noviembre del mismo año, presentó su renuncia a ambos cargo y fue reemplazado por Alfonso de los Heros y Augusto Blacker Miller.
Ante el golpe de estado del 5 de abril del año 1992, el gobierno convocó a nuevas elecciones congresales. Torres decidió participar como parte de Nueva Mayoría, un movimiento político liderado por Jaime Yoshiyama que hizo alianza con Cambio 90. Torres resultó elegido como miembro del Congreso Constituyente Democrático para completar el disuelto periodo 1990-1995.
Como congresista se desempeñó como presidente de la Comisión de Constitución, que tuvo la responsabilidad de elaborar la Constitución Política del Perú de 1993 para ser aprobada por el pueblo peruano, mediante Referéndum Popular. Fue también primer vicepresidente de la Mesa Directiva que estaba presidida por Jaime Yoshiyama.
En las elecciones del año 1995, Torres fue nuevamente elegido congresista por Cambio 90 - Nueva Mayoría, obteniendo 27,371 votos para el periodo parlamentario 1995-2000.
El 26 de julio de 1996, fue elegido como presidente del Congreso de la República del Perú para el periodo 1996-1997. En el año 1998, la oposición había presentado un recurso con más de un millón de firmas aproximadamente, para que la cuestionada Ley de Interpretación Auténtica fuera sometida a un referéndum. En menos de una semana, el oficialismo presentó los recursos legales necesarios para impedir tal consulta. La oposición de entonces, durante la sesión de aprobación de estos recursos, presidida por Torres y Torres Lara, colocó carteles con la palabra "FRAUDE" por todo el hemiciclo y todos los parlamentarios opositores usaban pitos a manera de protesta. Torres no suspendió la sesión y procedió a la votación.

## Fallecimiento
El 16 de junio del año 2000, falleció a los 57 años víctima de un cáncer astrocitoma. Tras su fallecimiento, su cargo en el parlamento fue declarado como vacante y se convocó a la accesitaria Ketty Solier para ocupar su curul. Años posteriores tras la caída del gobierno fujimorista, Matilde Pinchi Pinchi, exsecretaria de Vladimiro Montesinos, acusó a éste último de haber ocasionado la muerte de Torres y Torres Lara.

## Obras
- Teoría Jurídica de la Empresa
- Régimen de Unificación de las Obligaciones Civiles y Comerciales
- Los Nudos del Poder
- Análisis de la Constitución Peruana (1993)
- Los Derechos Económicos en la Constitución de 1993
- El Centro del Debate Constitucional (obra póstuma)

## Reconocimientos y condecoraciones
- Medalla del Congreso en el Grado de "Gran Cruz"
- La Gran Cruz de la Orden "El Sol del Perú"
- Gran Cruz de la Orden "Al Mérito por los Servicios Distinguidos"
- Gran Cruz de la Orden "Bernardo O'Higgins" de la República de Chile
- Palmas Sanmartinianas del Instituto Sanmartiniano del Perú
- Benemérito de la Sociedad Fundadores de la Independencia, Vencedores del 2 de mayo de 1866 y Defensores Calificados de la Patria

Además de doctorados honoris causa y profesor honorario otorgado por diversas casas de estudios y el título de Profesor Emérito que le otorgó la Universidad Mayor de San Marcos.